# Michela Torrenti
Michela Torrenti (ur. 10 sierpnia 1977) – włoska judoczka. Olimpijka z Pekinu 2008, gdzie zajęła osiemnaste miejsce, w wadze ciężkiej.
Uczestniczka mistrzostw świata w 2007. Startowała w Pucharze Świata w latach 1997–2002 i 2004–2008. Siódma na mistrzostwach Europy w 2007. Wicemistrzyni igrzysk wojskowych w 2003. Trzecia na MŚ wojskowych w 2005 roku.

## Letnie Igrzyska Olimpijskie 2008
| Konkurencja | Eliminacje               | Klas. końcowa |
| Konkurencja | Przeciwnik I             | Miejsce       |
| ----------- | ------------------------ | ------------- |
| +78 kg      | Janelle Shepherd (AUS) P | 18.           |